# Schleuse Hesselte
Die Schleuse Hesselte ist eine Schleuse am Dortmund-Ems-Kanal (DEK). Sie liegt im Ortsteil Hesselte der Gemeinde Emsbüren, im Süden des Landkreises Emsland.

## Allgemeines

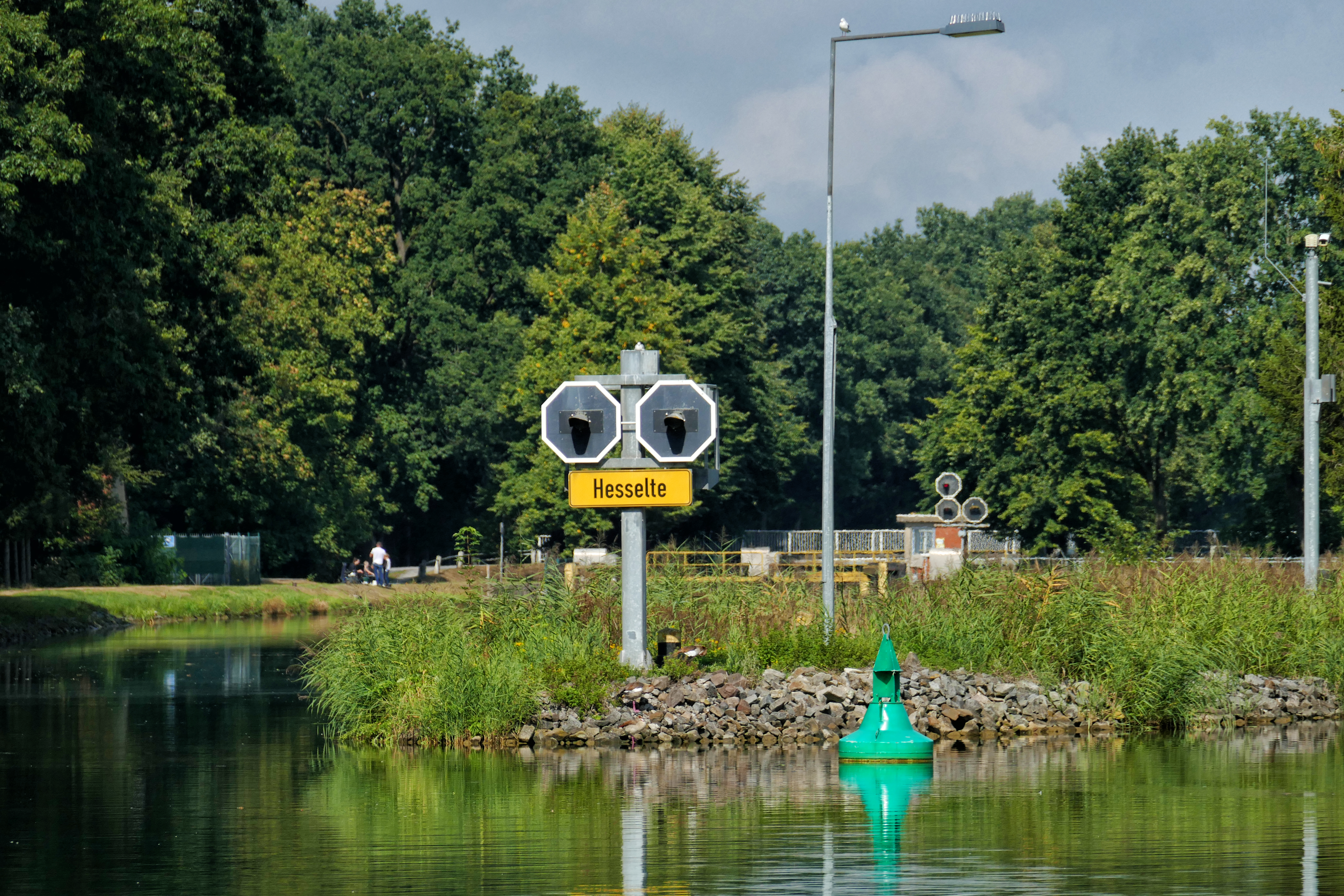
Links Einfahrt Kleine Schleuse (1898), Rechts Große Schleuse (1914)

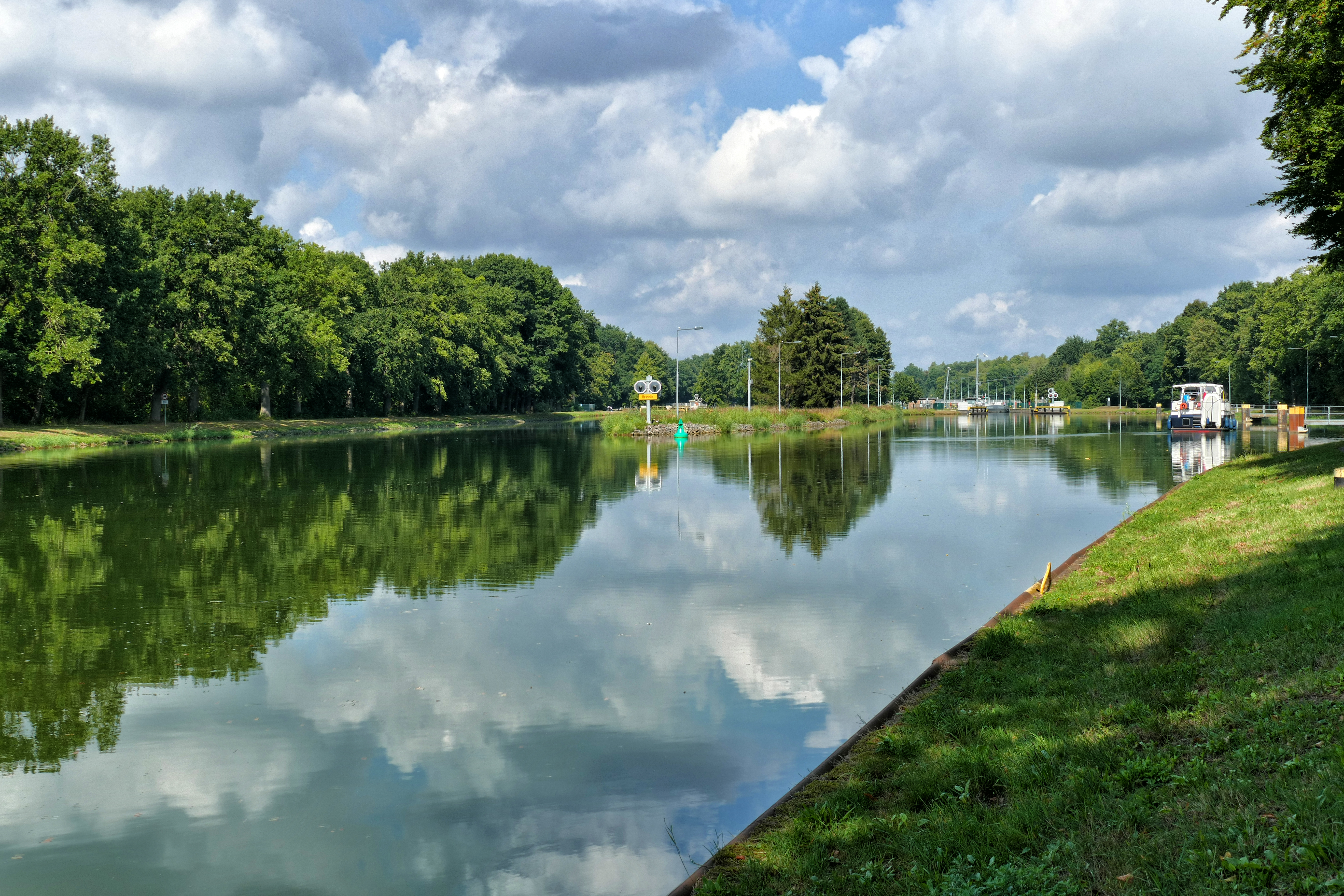
Links Einfahrt Kleine Schleuse (1898), Rechts Große Schleuse (1914)

Die Schleuse Hesselte (DEK-km 134,5) gehört zur so genannten Schleusentreppe Rheine. Auf diesem rund 29 Kilometer langen Kanalabschnitt zwischen der Schleuse Bevergern (DEK-km 109,3) und der Schleuse Gleesen (DEK-km 137,9) wird ein Höhenunterschied von knapp 29 Metern überwunden. Auf dem Wasserweg von Bevergern nach Gleesen müssen noch drei weitere Schleusen passiert werden: Rodde (DEK-km 112,5), Altenrheine (DEK-km 117,9) und Venhaus (DEK-km 126,6).
Die Schleuse Hesselte wird vom Wasserstraßen- und Schifffahrtsamt Westdeutsche Kanäle betrieben. Sie hat eine mittlere Fallhöhe von 3,36 m und wird täglich, außer an Feiertagen, von 06:00–22:00 Uhr von der Leitzentrale Bergeshövede bedient und überwacht.

## Schleusenkammern

### Kleine Schleuse
Die erste Schleuse wurde 1898 erbaut. Die Schleusenkammer ist rund 67 m lang, 8,60 m breit und nicht mehr in Betrieb.

### Große Schleuse
Die aktuelle Schleusenkammer wurde 1914 in Betrieb genommen. Sie ist rund 163 m lang, 10 m breit und mit diesen Abmessungen maximal für Europaschiffe geeignet.

### Neue Schleuse
Voraussichtlich 2016 soll der Bau einer neuen Schleusenkammer beginnen. Mit einer Nutzlänge von 140 m und einer Breite von 12,5 m wird sie die Passage von Großmotorgüterschiffen ermöglichen. Die neue Schleuse soll zwischen den beiden alten Kammern errichtet werden, so dass die Große Schleuse auch während der Bauarbeiten sicher betrieben werden kann. Bereits vor dem Baubeginn sollen der oberirdische Rückbau und die Verfüllung der kleinen Schleusenkammer beginnen. Die gleichen Maßnahmen erfolgen für die große Kammer, wenn die neue Schleuse voraussichtlich 2020[veraltet] ihren Betrieb aufgenommen hat.